# هارلي بوس
هارلي بوس (بالإنجليزية: Harley Boss)‏ هو لاعب كرة قاعدة أمريكي، ولد في 19 نوفمبر 1908 في هودج في الولايات المتحدة، وتوفي في 15 مايو 1964 في ناشفيل في الولايات المتحدة.

## وصلات خارجية
- هارلي بوس على موقعبيزبول رفرنس.كوم (الدوري الرئيسي) (الإنجليزية)
- هارلي بوس على موقعبيزبول رفرنس.كوم (الدوري الثانوي) (الإنجليزية)